# Buigny-l'Abbé
Buigny-l'Abbé est une commune française située dans le département de la Somme en région Hauts-de-France.
Depuis juillet 2020, la commune fait partie du parc naturel régional Baie de Somme - Picardie maritime.

## Géographie

### Localisation
Buigny-l'Abbé est un village picard situé dans le Ponthieu.
Limitrophe d'Ailly-le-Haut-Clocher, la commune est située à 7 km à l'est d'Abbeville et à 34 km au nord-ouest d'Amiens à vol d'oiseau.
Le territoire de la commune est limitrophe de ceux de cinq communes.
Les communes limitrophes sont  Ailly-le-Haut-Clocher, Bellancourt, Bussus-lès-Yaucourt, Francières et Saint-Riquier.

### Géologie et relief
La superficie de la commune est de 7,22 km2 ; son altitude varie de 59  à   108 mètres.

### Hydrographie
La commune est située dans le bassin Artois-Picardie. Elle n'est drainée par aucun cours d'eau.

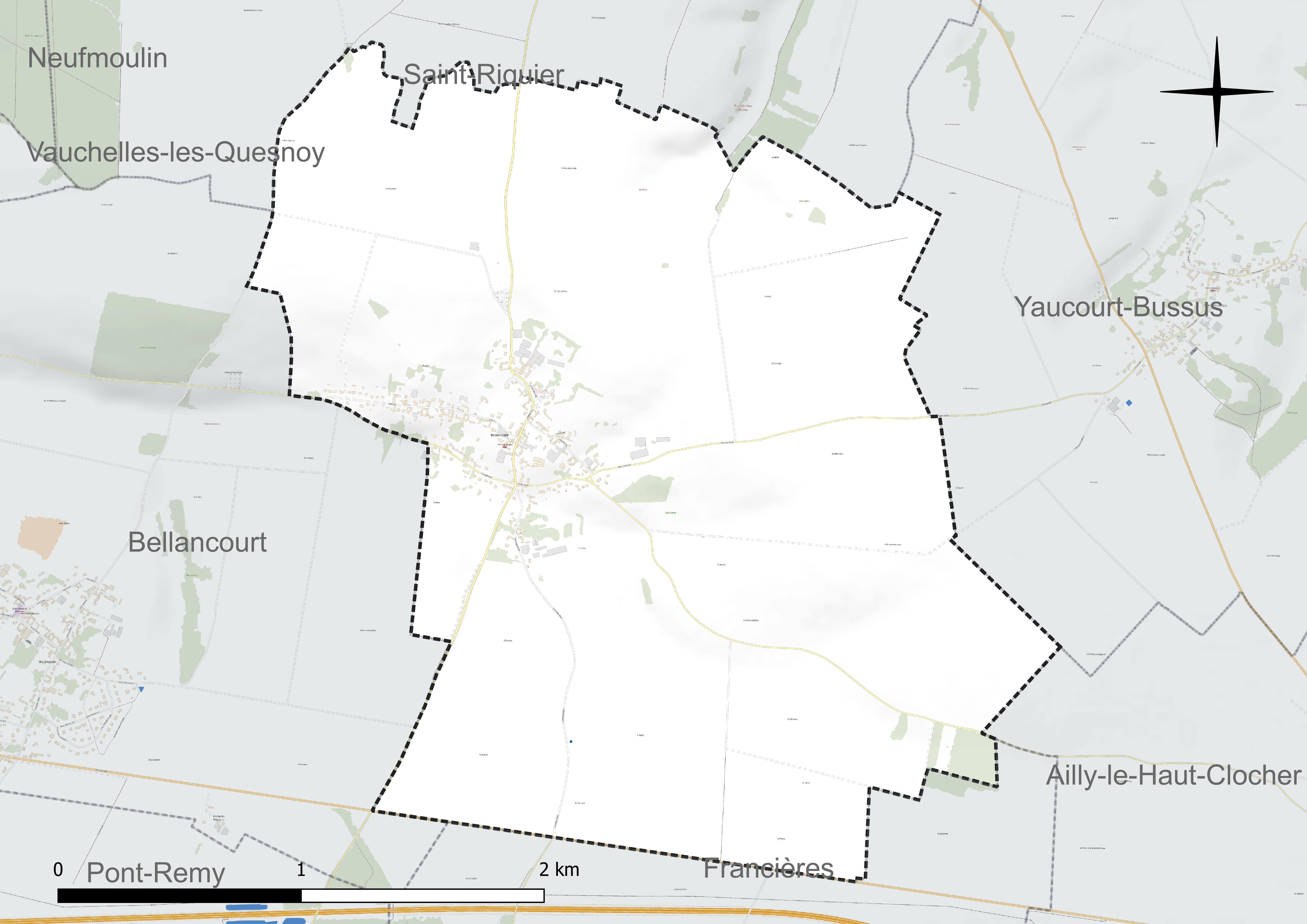
Réseau hydrographique de Buigny-l'Abbé.

### Climat
Pour des articles plus généraux, voir Climat des Hauts-de-France et Climat de la Somme.
En 2010, le climat de la commune est de type climat océanique altéré, selon une étude du CNRS s'appuyant sur une série de données couvrant la période 1971-2000. En 2020, Météo-France publie une typologie des climats de la France métropolitaine dans laquelle la commune est exposée à un climat océanique et est dans la région climatique Côtes de la Manche orientale, caractérisée par un faible ensoleillement (1 550 h/an) ; forte humidité de l'air (plus de 20 h/jour avec humidité relative > 80 % en hiver), vents forts fréquents.
Pour la période 1971-2000, la température annuelle moyenne est de 10,2 °C, avec une amplitude thermique annuelle de 13,1 °C. Le cumul annuel moyen de précipitations est de 827 mm, avec 11,7 jours de précipitations en janvier et 8,9 jours en juillet. Pour la période 1991-2020, la température moyenne annuelle observée sur la station météorologique la plus proche, située sur la commune d'Abbeville à 7 km à vol d'oiseau, est de 11,0 °C et le cumul annuel moyen de précipitations est de 806,2 mm,. Pour l'avenir, les paramètres climatiques de la commune estimés pour 2050 selon différents scénarios d'émission de gaz à effet de serre sont consultables sur un site dédié publié par Météo-France en novembre 2022.

## Urbanisme

### Typologie
Au 1er janvier 2024, Buigny-l'Abbé est catégorisée commune rurale à habitat dispersé, selon la nouvelle grille communale de densité à sept niveaux définie par l'Insee en 2022.
Elle est située hors unité urbaine. Par ailleurs la commune fait partie de l'aire d'attraction d'Abbeville, dont elle est une commune de la couronne,. Cette aire, qui regroupe 73 communes, est catégorisée dans les aires de 50 000 à moins de 200 000 habitants,.
Elle se trouve également dans la zone d'emploi et le bassin de vie de cette ville.

### Occupation des sols

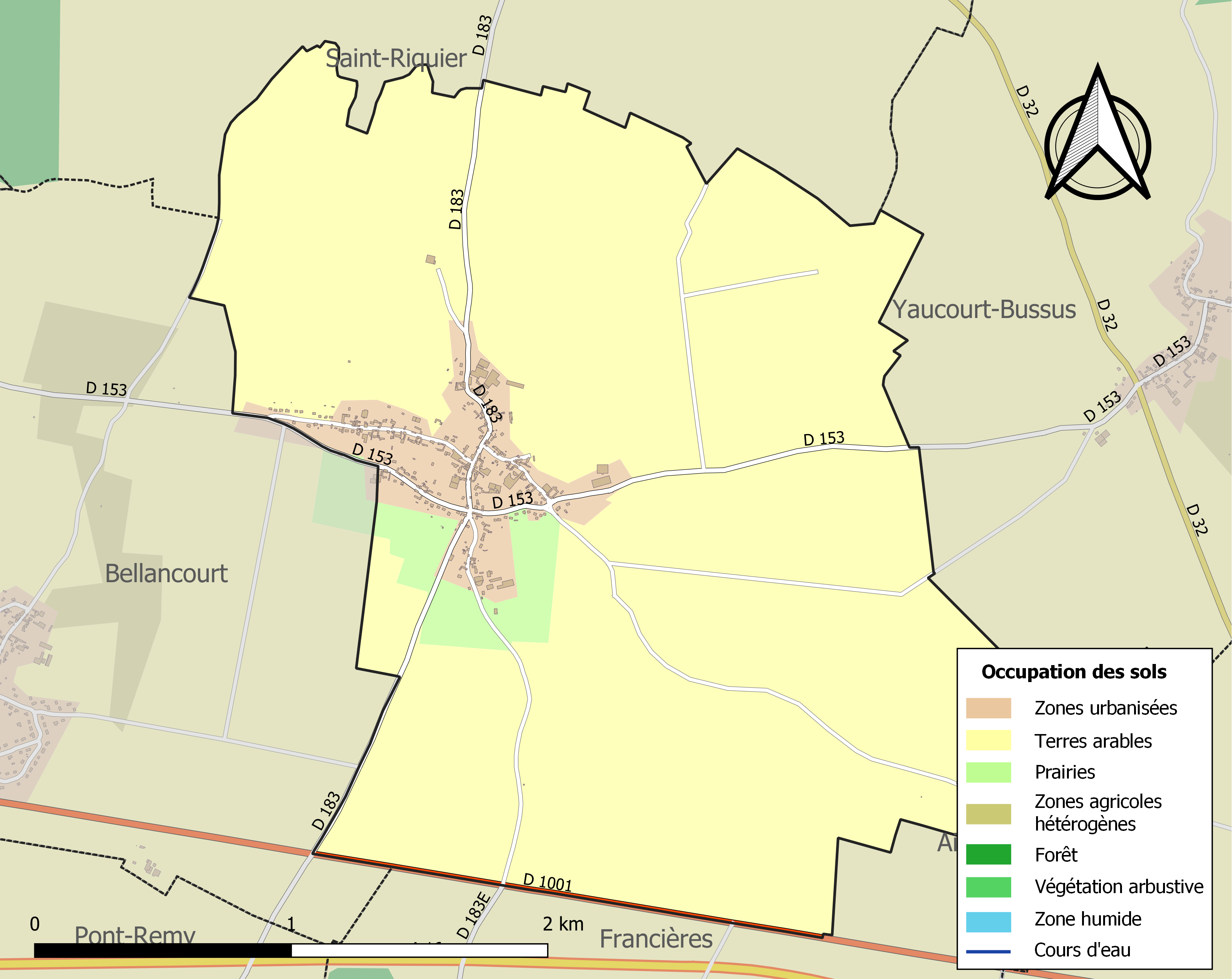
Carte des infrastructures et de l'occupation des sols de la commune en 2018 (CLC).

L'occupation des sols de la commune, telle qu'elle ressort de la base de données européenne d'occupation biophysique des sols Corine Land Cover (CLC), est marquée par l'importance des territoires agricoles (93,3 % en 2018), une proportion sensiblement équivalente à celle de 1990 (93,6 %). La répartition détaillée en 2018 est la suivante : 
terres arables (90,1 %), zones urbanisées (6,7 %), prairies (3,2 %). L'évolution de l'occupation des sols de la commune et de ses infrastructures peut être observée sur les différentes représentations cartographiques du territoire : la carte de Cassini (XVIIIe siècle), la carte d'état-major (1820-1866) et les cartes ou photos aériennes de l'IGN pour la période actuelle (1950 à aujourd'hui).

### Habitat et logement
En 2020, le nombre total de logements dans la commune était de 147, alors qu'il était de 145 en 2015 et de 133 en 2010.
Parmi ces logements, 93,9 % étaient des résidences principales, 2 % des résidences secondaires et 4,1 % des logements vacants. Ces logements étaient pour 98,6 % d'entre eux des maisons individuelles et pour 0 % des appartements.
Le tableau ci-dessous présente la typologie des logements à Buigny-l'Abbé en 2020 en comparaison avec celle de la Somme et de la France entière. Une caractéristique marquante du parc de logements est ainsi la faible proportion des résidences secondaires et logements occasionnels (2 %) par rapport au département (8,4 %) et à la France entière (9,7 %).
| Typologie                                               | Buigny-l'Abbé | Somme | France entière |
| ------------------------------------------------------- | ------------- | ----- | -------------- |
| Résidences principales (en %)                           | 93,9          | 83,2  | 82,1           |
| Résidences secondaires et logements occasionnels (en %) | 2             | 8,4   | 9,7            |
| Logements vacants (en %)                                | 4,1           | 8,4   | 8,2            |

## Toponymie
Le nom de la localité est attesté sous les formes Buniacus (831.) ; Bugny (1140.) ; Buniacum (1167.) ; Buigny (1176.) ; Bougny (1210.) ; Bognotum (1224.) ; Buygnacum (1260.) ; Buignyacum (1478.) ; Buigni l'Abbé (1492.) ; Bugny Labé (1638.) ; Buigny l'Abbé (1646.) ; Begny l'Abbé (1657.) ; Bugni l'Abé (1733.) ; Bugny-l'Abbé (1761.) ; Buigny-Labbé (1840.).
Buigny suggère l'existence d'un petit bois.
La référence à l'abbé de Saint-Riquier est due à son appartenance à l'abbaye royale du lieu.

## Histoire

### Antiquité
Les cercueils de pierre découverts à Buigny-l'Abbé appartiennent à l'époque gallo-romaine et aux premiers siècles de la monarchie française.

## Politique et administration

### Rattachements administratifs et électoraux

#### Rattachements administratifs
La commune se trouve dans l'arrondissement d'Abbeville du département de la Somme
Elle faisait partie depuis 1793 du canton d'Ailly-le-Haut-Clocher. Dans le cadre du redécoupage cantonal de 2014 en France, cette circonscription administrative territoriale a disparu, et le canton n'est plus qu'une circonscription électorale.

#### Rattachements électoraux
Pour les élections départementales, la commune fait partie depuis 2014 du canton de Rue
Pour l'élection des députés, elle fait partie de la première circonscription de la Somme.

### Intercommunalité
Buigny-l'Abbé était membre de la communauté de communes du Haut-Clocher, un établissement public de coopération intercommunale (EPCI) à fiscalité propre créé fin  1999 et auquel la commune avait transféré un certain nombre de ses compétences, dans les conditions déterminées par le code général des collectivités territoriales.
Dans le cadre des dispositions de la loi portant nouvelle organisation territoriale de la République du 7 août 2015, qui prévoit que les établissements publics de coopération intercommunale (EPCI) à fiscalité propre doivent avoir un minimum de 15 000 habitants, cette intercommunalité a fusionné avec ses voisines  pour former, le 1er janvier 2017, la communauté de communes Ponthieu-Marquenterre, dont est désormais membre la commune.

### Liste des maires
| Période                                  | Période                      | Identité              | Étiquette | Qualité |
| ---------------------------------------- | ---------------------------- | --------------------- | --------- | --- |
| Les données manquantes sont à compléter. |                              |                       |           | |
|                                          |                              |                       |           | |
| juin 1800                                | août 1806                    | Jean-Jacques Douzenel |           | Laboureur et propriétaire Électeur dans la liste des 600 contribuables les plus imposés du département de la Somme de l'an XI.                                                                                               |
|                                          |                              |                       |           | |
| octobre 1876                             | novembre 1919                | Eugène Villemant      | RG        | Cultivateur à Buigny-l'Abbé. Suppléant du juge de paix du canton d'Ailly-le-Haut-Clocher (1899 → ? ) Conseiller général d'Ailly-le-Haut-Clocher (1897 → 1919). Officier du Mérite agricole. Chevalier de la Légion d'honneur |
|                                          |                              |                       |           | |
|                                          | 1993                         | Henri Leriche         |           | Mort en fonction |
| 1993                                     | 2001                         | Hugues Corbillon      |           | Exploitant agricole |
| mars 2001                                | mars 2008                    | Nicole Gohimont       |           | |
| mars 2008                                | En cours (au 9 janvier 2023) | René Cat              |           | Retraité de la fonction publique Réélu pour le mandat 2020-2026 |

## Équipements et services publics

### Enseignement
La communauté de communes du Haut-Clocher a construit l'école intercommunale Robert-Mallet à Pont-Remy. Cette entité accueille, entre autres, les enfants d'âge scolaire primaire de la localité avec ceux de Buigny-l'Abbé et Francières.

## Population et société
Les habitants de la commune sont les Buignotins et les Buignotines,.

### Démographie
L'évolution du nombre d'habitants est connue à travers les recensements de la population effectués dans la commune depuis 1793. Pour les communes de moins de 10 000 habitants, une enquête de recensement portant sur toute la population est réalisée tous les cinq ans, les populations de référence des années intermédiaires étant quant à elles estimées par interpolation ou extrapolation. Pour la commune, le premier recensement exhaustif entrant dans le cadre du nouveau dispositif a été réalisé en 2005.

En 2022, la commune comptait 337 habitants, en évolution de +6,31 % par rapport à 2016 (Somme : −1,26 %, France hors Mayotte : +2,11 %).
| 1793 | 1800 | 1806 | 1821 | 1831 | 1836 | 1841 | 1846 | 1851 |
| ---- | ---- | ---- | ---- | ---- | ---- | ---- | ---- | ---- |
| 430  | 450  | 502  | 508  | 529  | 502  | 509  | 501  | 516  |

| 1856 | 1861 | 1866 | 1872 | 1876 | 1881 | 1886 | 1891 | 1896 |
| ---- | ---- | ---- | ---- | ---- | ---- | ---- | ---- | ---- |
| 507  | 502  | 477  | 441  | 407  | 404  | 364  | 332  | 307  |

| 1901 | 1906 | 1911 | 1921 | 1926 | 1931 | 1936 | 1946 | 1954 |
| ---- | ---- | ---- | ---- | ---- | ---- | ---- | ---- | ---- |
| 277  | 264  | 268  | 241  | 217  | 234  | 247  | 269  | 282  |

| 1962 | 1968 | 1975 | 1982 | 1990 | 1999 | 2005 | 2006 | 2010 |
| ---- | ---- | ---- | ---- | ---- | ---- | ---- | ---- | ---- |
| 305  | 316  | 324  | 308  | 324  | 333  | 315  | 318  | 338  |

| 2015 | 2020 | 2022 | - | - | - | - | - | - |
| ---- | ---- | ---- | - | - | - | - | - | - |
| 323  | 333  | 337  | - | - | - | - | - | - |

## Culture locale et patrimoine

### Lieux et monuments
- Église Saint-Jean-Baptiste du XVIe siècle avec clocher-flèche[27],[28].
- La commune a conservé une rue dite « rue du Leu » (loup), pas très loin du bois des Avernes[29].

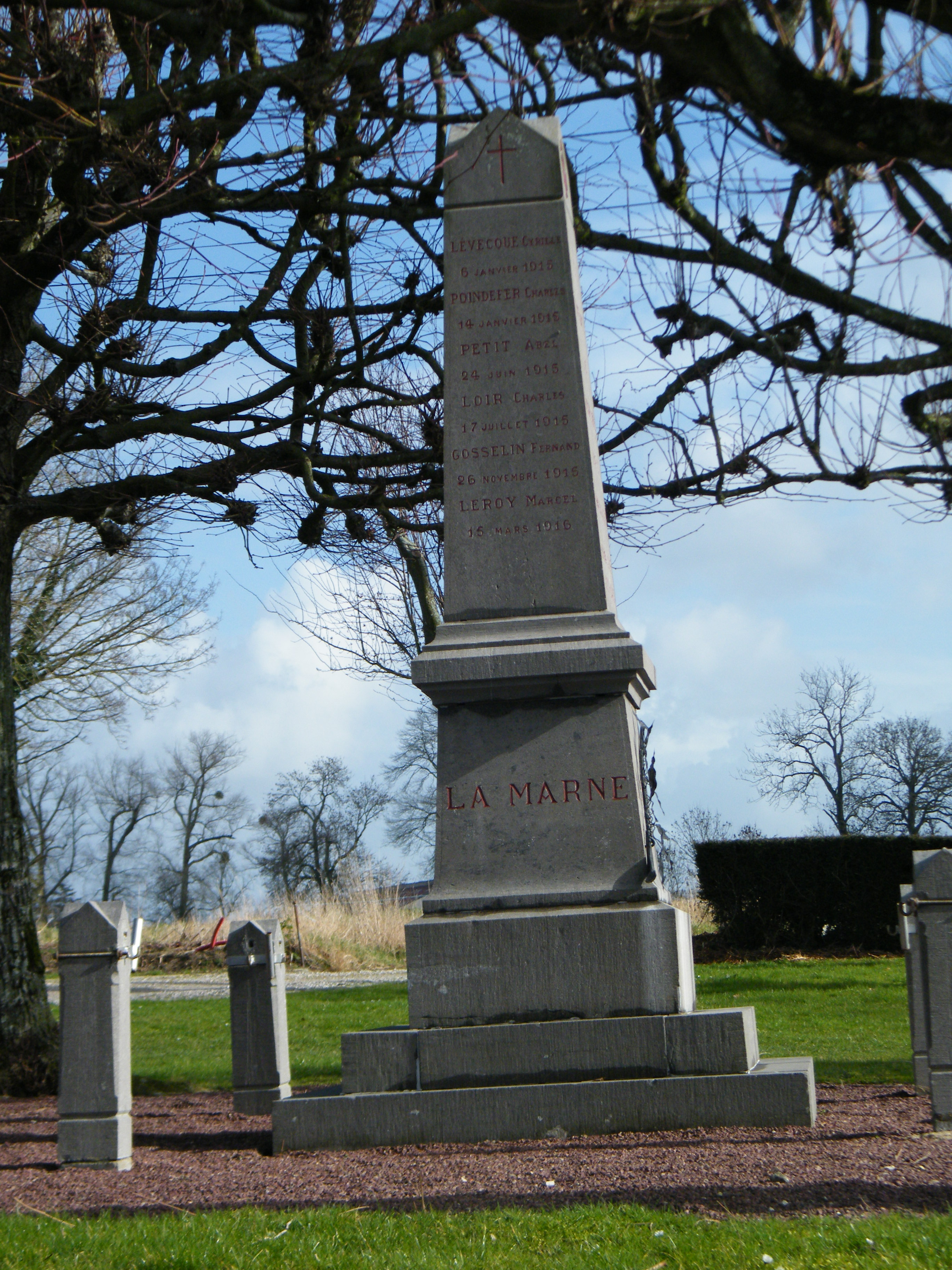
Le monument aux morts pour la patrie.
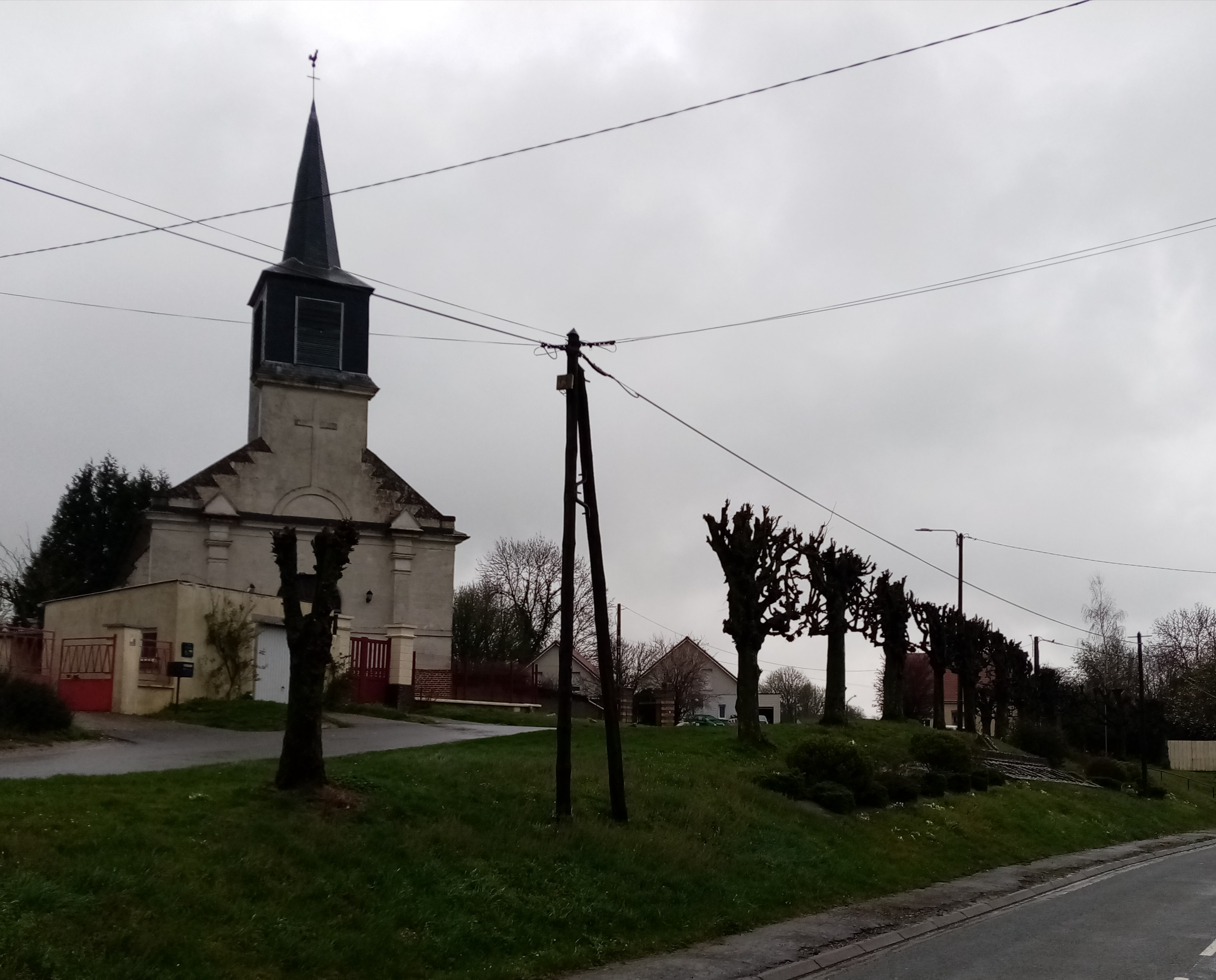
L'église et la place du village.
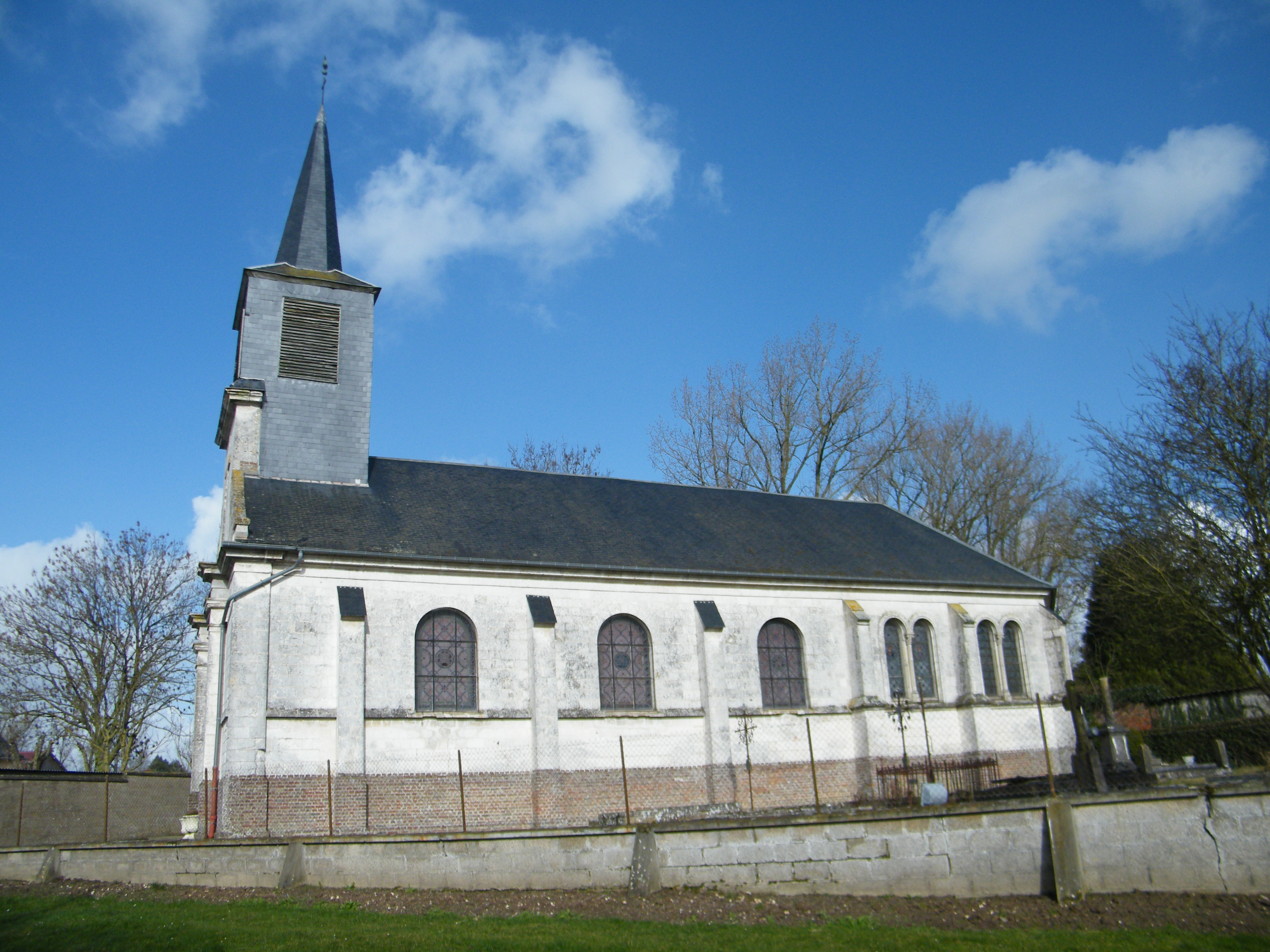
L'église Saint-Jean-Baptiste...
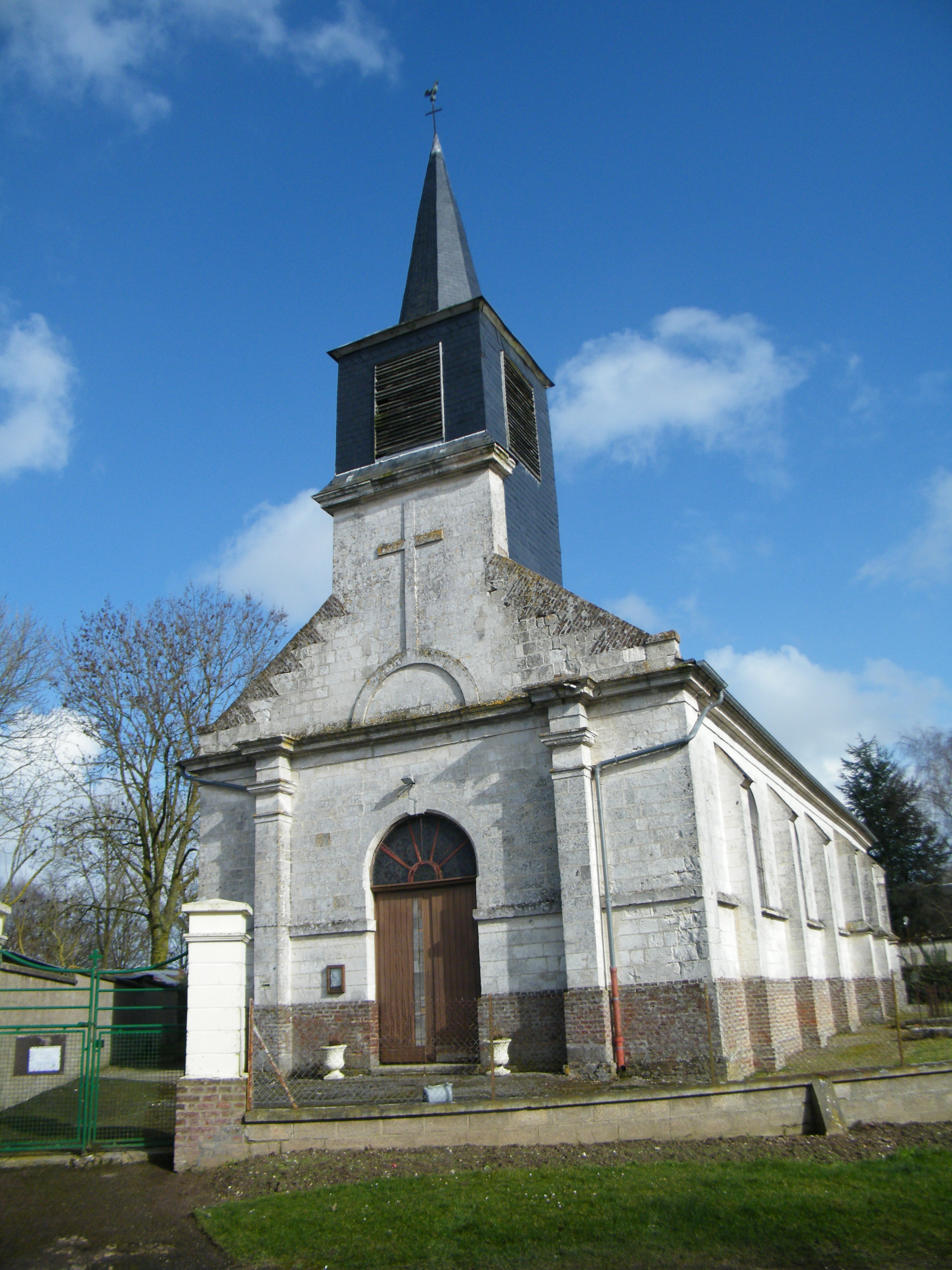
... et son clocher.
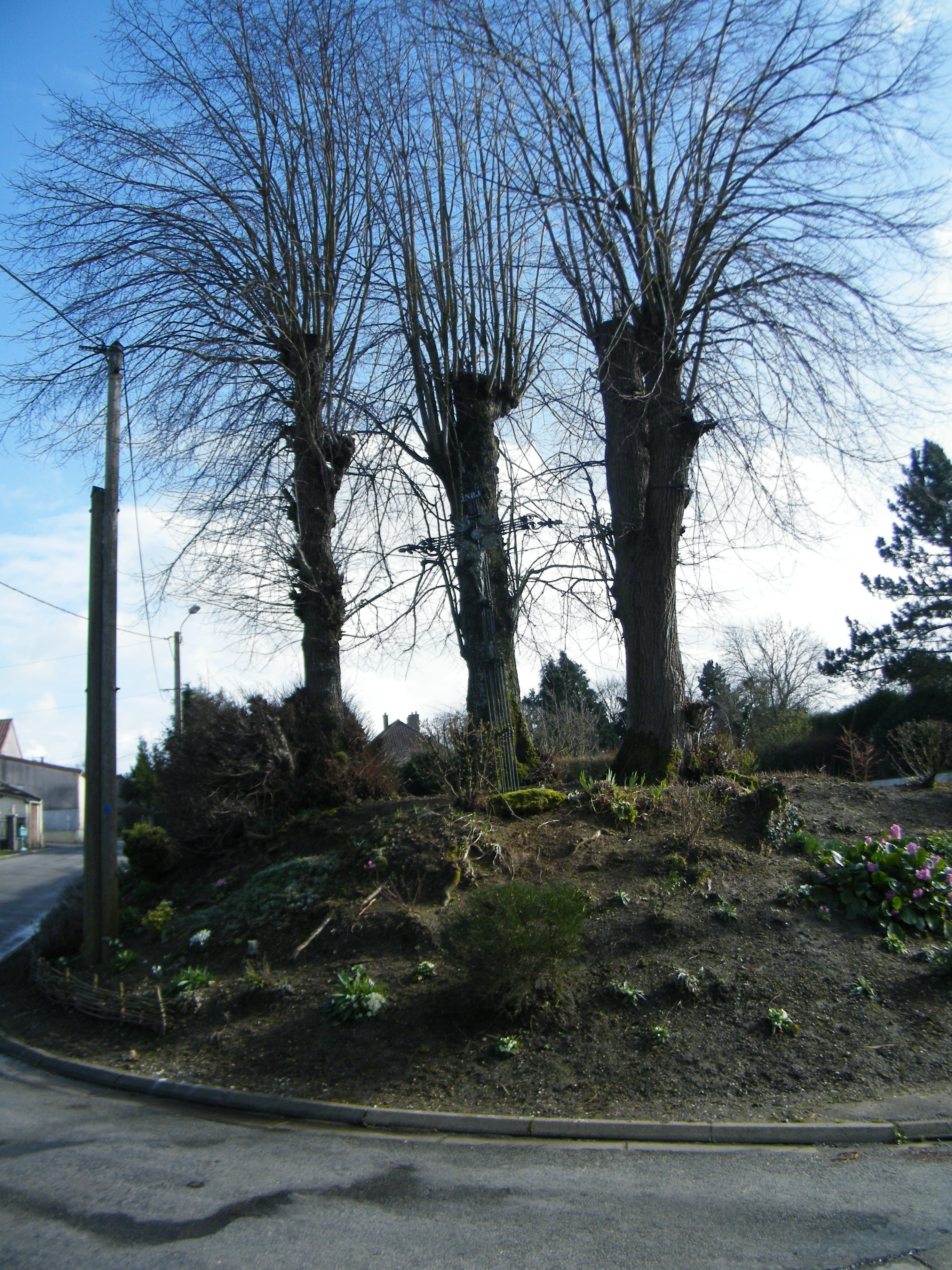
Calvaire à une intersection.

### Héraldique
| Blason de Buigny-l'Abbé | Blason  | D'azur à l'arbre d'or accompagné de quatre fleurs de lis du même. Ornements extérieursCouronne murale : trois tours |
| Blason de Buigny-l'Abbé | Détails | L'arbre symbolise à la fois l'origine du nom (le petit bois) et rappelle un orme qui était la fierté du village et qui est mort au début des années 1970. Le champ d'azur et les lys sont un rappel des armes de Saint-Riquier (d'azur semé de fleur de lys d'or), dont les abbés furent de tous temps féodaux les seigneurs du lieu. Adopté en juillet 1992. Auteur(s)J. Dulphy |

## Pour approfondir